# NGC 1448
NGC 1448 أو NGC 1457 هي مجرة حلزونية تقع في كوكبة الساعة. تبعد مسافة 55 مليون سنة ضوئية من الأرض. اكتشفها جون هيرشل في عام 1835. تم اكتشاف أربع مستعرات فائقة في عام 1983 من النوع الثاني، وعام 2001 من نوع Ia، وعام 2003 من النوع الثاني، وعام 2014 من نوع Ib. من التحليل الطيفي لعام 2001 تم اكتشاف أكثر من اثني عشر تشتت الحزم المجرية في NGC 1448، وهذة واحدة من الحالات القليلة التي لوحظت خارج مجرة درب التبانة. ومع ذلك كانت أضعف بكثير في عام 2003.
في يناير 2017 أعلن عن أدلة لوجود ثقب أسود فائق تم العثور في NGC 1448 .
المجرة تنتمي إلى مجموعة NGC 1433 ، وهي جزء من كوكبة أبي سيف.

## صور

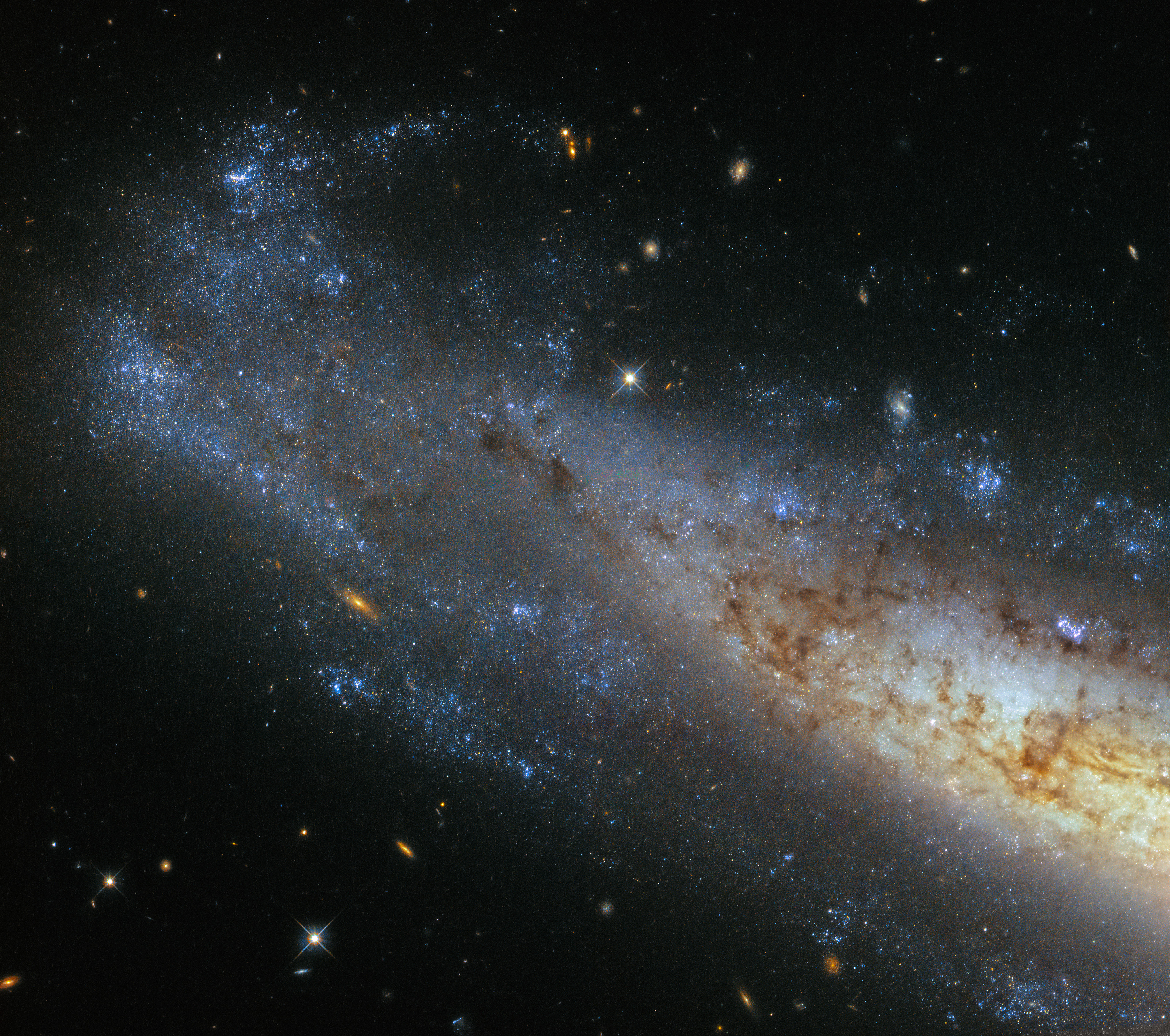
NGC 1448 بوسطة كاميرا هابل واسعة المجال 3

## وصلات خارجية
- NGC 1448 على موقع ويكي سكاي: DSS2, SDSS, GALEX, IRAS, Hydrogen α, X-Ray, Astrophoto, Sky Map, Articles and images